# La Pyramide noire
La Pyramide noire est le 10e album de la série de bande dessinée Papyrus de Lucien De Gieter. L'ouvrage est publié en 1987.

## Synopsis
Papyrus emmène Théti-Chéri envoûtée à la recherche d'un mage qui pourrait la guérir.